# 旅行YJ
旅行YJ（1995年8月13日—），綽號YJ、歪接。臺灣YouTuber，畢業於世新大學圖文傳播暨數位出版學系。頭銜為「專門開房間的旅行YJ」，大學畢業後即投入YouTube創作，以獨特又細膩的影片風格廣為人知。

## 頻道發展
2016年8月10日，YJ就讀大學時，喜歡上動態影像創作，開始創建YouTube頻道，投入影片創作，從書評、美食、美妝到旅行，不斷嘗試拍攝自己的各種興趣。在200訂閱數時，認識了創作夥伴ZZ，成為了頻道發展的一大助力。
2018年，旅行YJ頻道訂閱人數突破10萬。
2019年，YJ入圍 VOGUE/GQ 2019 康泰納仕社群風格名人獎 - 旅遊類別。
2021年，YJ因應疫情影響，旅行產業受限，開始多方轉型，頻道有了新的定位為「人生的旅行YJ」，闡明頻道主題：「不是只有出去玩的旅行，而是整個人生的旅行都包含在內」，並繼續嘗試《兩性YJ》《YJ改造中》等談話挑戰主題系列。

## 風格及特色
旅行YJ是一名女孩分享台灣各地平價旅宿的真實體驗頻道，右側臉頰上有兩顆痣是她的明顯特徵。
YJ通常在住宿體驗及拍攝，並詳細介紹呈現當下的體驗，成為觀眾旅宿選擇的參考依據。

## 軼事
旅行YJ是雲林人。YJ源自於本名中文羅馬拼音的字首縮寫。
YJ從小就被要求學習音樂，導致壓力太大而有嚴重過敏，後來興趣不合而放棄音樂，過了一個月之後過敏即康復。
人生目標是財務自由，在一個大房子裡養貓貓狗狗，甚至能製作實境節目秀。

## 外部連結
- YouTube上的旅行YJ頻道
- 旅行YJ的Facebook專頁
- 旅行YJ的Instagram帳戶